# ریورساید، شهرستان کمبریا، پنسیلوانیا
ریورساید (به انگلیسی: Riverside) یک منطقهٔ مسکونی در ایالات متحده آمریکا است که در شهرستان کمبریا، پنسیلوانیا واقع شده‌است. ریورساید ۰٫۳۴ کیلومتر مربع مساحت و ۳۸۱ نفر جمعیت دارد و ۳۶۸٫۸۱ متر بالاتر از سطح دریا واقع شده‌است.